# Saint-Médard (Moselle)
Saint-Médard település Franciaországban, Moselle megyében. Lakosainak száma 106 fő (2022. január 1.). Saint-Médard Château-Voué, Val-de-Bride, Haraucourt-sur-Seille, Marsal, Mulcey és Wuisse községekkel határos.

## Népesség
A település népessége az elmúlt években az alábbi módon változott:
| Lakosok száma | 121  | 105  | 109  | 98   | 100  | 95   | 100  | 109  | 109  | 106  |
|               | 1968 | 1982 | 1990 | 2006 | 2013 | 2015 | 2017 | 2019 | 2020 | 2022 |